# Dent de Moirans
La dent de Moirans est un sommet de France qui a la particularité d'appartenir à la fois au massif du Vercors d'un point de vue géographique et au massif du Jura d'un point de vue géologique. Il culmine à 988 mètres d'altitude et est situé dans le département de l'Isère.

## Géographie

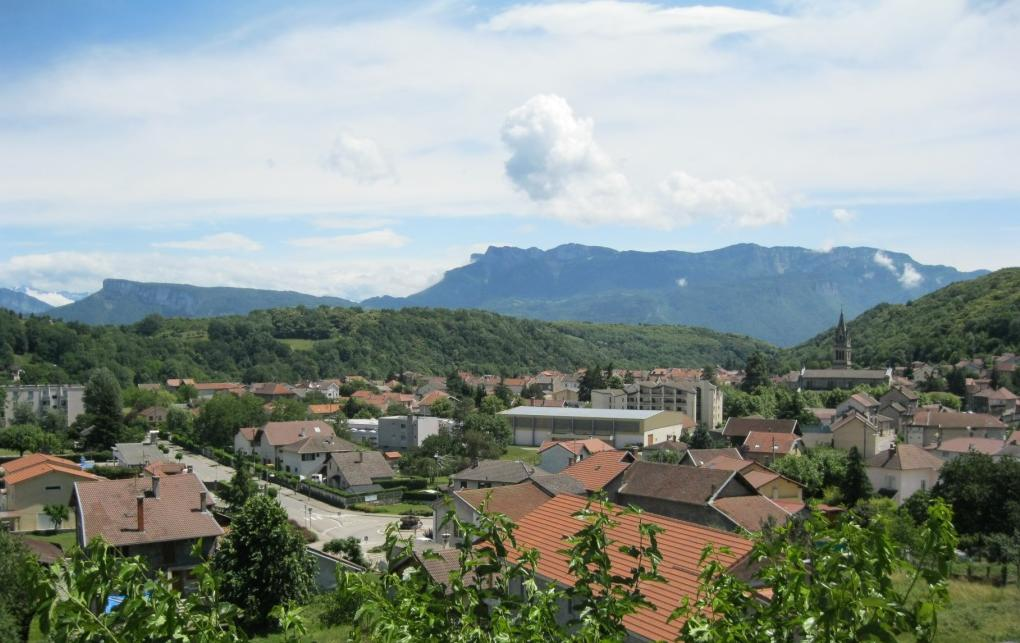
Vue de Renage avec au loin la Buffe au centre, le bec de l'Orient et le signal de Nave à droite et la dent de Moirans à gauche.

### Situation
Géographiquement, la dent de Moirans appartient au massif du Vercors, dans la zone alpine. Elle est située sur les territoires des communes de Saint-Quentin-sur-Isère, Montaud et Veurey-Voroize.
Elle domine la vallée de l'Isère située à l'est, au nord et à l'ouest de la dent et le bec de l'Échaillon situé 400 mètres en contrebas au nord du sommet de la dent. Au sud-ouest, se situe le plateau de Montaud, puis les sommets du Vercors. Elle forme le point culminant de la partie aval de la trouée de l'Isère.

### Géologie
La dent de Moirans appartient géologiquement à l'un des anticlinaux les plus méridionaux du domaine jurassien. Cet anticlinal coffré, nommé anticlinal du Ratz, comprend la dent de Moirans, le bec de l'Échaillon et le plateau du Grand-Ratz. Sa structure se rapproche plus de celle des anticlinaux jurassiens que de celle des anticlinaux alpins, ce qui le rattache bien au massif jurassien ; cet anticlinal est aujourd'hui en grande partie érodé entre la dent et le plateau du Grand-Ratz par la trouée de l'Isère. La structure stratigraphique de la dent diffère de celle du Vercors et de la Chartreuse, ce qui la rattache à celle du massif du Jura qui est plus pauvre en roches marneuses que celles de deux autres massifs.
Sur le plan stratigraphique, la dent de Moirans est principalement constituée de calcaire urgonien du Valanginien reposant sur des marnes calcaires du Barrémien,.